# Platzhaltername
Ein Platzhaltername ist ein mehr oder weniger eingeführter Name für eine fiktive Person, die stellvertretend für beliebige Personen in einem Kontext steht. Er wird häufig als Name in Mustern für personalisierte Dokumente (zum Beispiel Ausweis, Bankkarte, Fahrerlaubnis, Bahncard) verwendet, aber auch in Texten. Es gibt auch Platzhalternamen für Orte und Gegenstände.

## Verwendung im deutschen Sprachraum
Die häufigsten Platzhalternamen in Deutschland sind Max und Erika Mustermann, gelegentlich auch mit anderen Vornamen oder mit dem Nachnamen Musterfrau. Während diese Namen meist als Platzhalter stellvertretend für ein Individuum verwendet werden, stehen die Namen Otto Normalverbraucher und Lieschen Müller für den deutschen Durchschnittsmenschen, nicht für ein Individuum.
Im deutschen Sprachraum sind weitere Platzhalternamen verbreitet:
- das allgemeine Hinz und Kunz oder Hans und Grete, abwertend: Krethi und Plethi
- die in amtlichen Mustern verwendeten Erika und Max Mustermann
- in der Seefahrt: Hein Janmaat oder Janmaat
- in der Bundeswehr: Gefreiter Dosenkohl
- das naive Lieschen Müller
- der schlafmützige Deutsche Michel
- die landestypischen Herr und Frau Österreicher
- die landestypischen Herr und Frau Schweizer

Stellvertretend für einen beliebigen (kleineren) Ort stehen Kleinkleckersdorf, Hintertupfing(en), Posemuckel und Buxtehude. Gegenstände werden mit Dings oder Dingsbums bezeichnet. Gemeint ist dabei meist ein konkreter Gegenstand, dessen Name dem Sprecher momentan nicht zur Verfügung steht. Sind beliebige Gegenstände gemeint, wird meist das Wort irgendein vorangestellt.

## Platzhalternamen in anderen Ländern
| Land / Landesteil       | Bezeichnung |
| ----------------------- | --- |
| Ägypten                 | Folan (arabisch: فلان) (weiblich: Folana, فلانة), Elan (علان) als Partner. |
| Argentinien             | Juan Pérez, Fulano de Tal, Fulano, Mengano, Menganito |
| Australien              | Fred Nurk, Joe Farnarkle, John (auch: Jane) Citizen, Joe (auch: Jane) Bloggs, Joe Blow |
| Baskenland              | Iñaki, Patxi |
| Belgien (Flandern)      | Jan Janssen, Piet Pietersen, Jos Joskens, Jan Modaal, Jef Klak |
| Bosnien und Herzegowina | Marko Marković, Petar Petrović, Sima Simić |
| Brasilien               | Fulano (de Tal), Sicrano, Beltrano, João da Silva, Zé da Silva, Zé Ninguém |
| Bulgarien               | Иван Иванов (Ivan Ivanov), лицето Х (Person X) |
| Chile                   | Juan Pérez, Fulano de Tal, Perico de los Palotes, N.N. (‚Ningún Nombre‘ oder ‚No Name‘, ein Niemand). |
| Volksrepublik China     | 陈小名, chénxiǎomíng, kantonesisch Chan Siu Ming, 某某(人), Mǒumǒu(rén), übersetzt: ‚Jemand‘, manchmal mit dem Nachnamen einer Person verwendet; 张三, Zhāng sān – „Zhang, Nr. 3“, 李四, Lǐ sì – „Li, Nr. 4“, welche auf alte Familienstammbäume der historischen Hauptstadt Hangzhou zurückgehen; 老百姓, lǎobǎixìng – „die alten hundert Namen“; andere häufig verwendete Namen gibt es auf dem chinesischen Wiki. |
| Costa Rica              | Juan Pérez, Fulano de Tal (wahrscheinlich vom arabischen ‚Fulan‘), Fulanito, Sutano, Mengano, Perencejo |
| Dänemark                | Hr. og fru Jensen (‚Herr und Frau Jensen‘), Morten Menigmand (Morten ‚einfacher Mann‘) |
| Ecuador                 | Juan Perez, Fulano, Sultano, Mengano, Juan Piguabe |
| Estland                 | Jaan Tamm (männlich), Tädi Maali (eine alte Frau, wörtlich ‚Tante Amalie‘) |
| Färöer                  | Miðalhampamaður |
| Finnland                | Matti Meikäläinen (für einen Mann, wörtlich ‚Matti Unsereins‘), Maija Meikäläinen (für eine Frau, wörtlich ‚Maija Unsereins‘) |
| Frankreich              | Jean Dupont, Paul Martin, Monsieur Durand, Monsieur Tout-le-monde, Madame Tout-le-monde |
| Griechenland            | Γιάννης/Γιώργος/Μαρία Τάδε (Giannis/Giorgos/Maria Tade), o/η Δείνα (sein Partner), Γιάννης/Γιώργος Καραμήτρος (Giannis/Giorgos Karamitros), Α. Β. Κάτοχος (A. B. Katohos, verwendet auf Kreditkarten-Mustern) |
| Guatemala               | Juan Pérez, Fulano, Sutano (oder Zutano), Mengano, Perencejo |
| Hongkong Macau          | 陳大文 (Chan Tai Man, männlich), 陳小明 (Chan Siu Ming, Junge), Chris Wong (bei Hochschulaufnahmeprüfungen) |
| Indien                  | Ashok Kumar |
| Indonesien              | Si Polan |
| Iran                    | Folāni (persisch فُلانی), Felāni (persisch فلانی), Yāru (persisch يارو, wörtlich „Freundchen“, „Kumpel“) |
| Irland                  | Seán and Síle Citizen, Joe Soap; irisch: Seán Ó Rudaí, von rud = Ding[s]), Tadhg an mhargaidh (wörtlich „Tim vom Marktplatz“, übertragen „der Mann auf der Straße“ |
| Island                  | Meðal-Jón, Meðal-Jóna, Jón Jónsson, Jóna Jónsdóttir: wörtlich „Mittel-“ oder „Durchschnitts-“Jón bzw. Jóna; der Name Jón, der auch in zahlreichen Abwandlungen existiert, ist auf Island äußerst beliebt und gilt als „Allerweltsname“. |
| Israel                  | Israel Israeli (ישראל ישראלי) als Pendant zu Otto Normalverbraucher und Moshe Cohen (משה כהן) als Pendant zu Lieschen Müller. Die Bezeichnungen Ploni (פלוני) oder Almoni (אלמוני) oder auch Ploni Almon (פלוני אלמוני) entsprechen hingegen der Erika Mustermann. Die Bezeichnung Ploni Almoni stammt aus dem Buch Rut 4:1. Dort wird sie anstelle des wirklichen Namens eines Verwandten Boas’ verwendet, der nicht genannt wird, weil er seine Verpflichtung aus dem Leviratsgesetz aus Unbedarftheit nicht erfüllt hat und durch Nennung seines wahren Namens in der Bibel nicht blamiert werden sollte. |
| Italien                 | Mario Rossi – Tizio, Caio, Sempronio – Pinco Pallino – Casalinga di Voghera – Italiano medio |
| Japan                   | 山田 太郎 (Yamada Tarō), 山田 花子 (Yamada Hanako), 名無しの権兵衛 (Nanashi no Gombei), 何野 某 (Nanno Nanigashi) |
| Kanada                  | Jos Bleau, G. Raymond |
| Kenia                   | Wanjiku (nur weiblich) |
| Kolumbien               | Fulano de Tal, Pepito Pérez |
| Nordkorea Südkorea      | 홍길동 (Hong Gil-dong) |
| Kroatien                | Ivan Horvat, Pero Perić |
| Kuba                    | Fulano, Mengano, Ciclano, Esperancejo (weibliche Entsprechungen: Fulana, Mengana, Ciclana, Esperanceja.) Optionaler Nachname: de Tal (‚von derlei‘) |
| Lettland                | Jānis Bērziņš |
| Libanon                 | Majhoul (arabisch مجهول, ‚unbekannt‘), Folan (arabisch فلان) (weibliches Äquivalent: Folana, arabisch فلانة), Elan (arabisch علان) als Partner. |
| Litauen                 | Vardenis Pavardenis, Jonas Jonaitis, Petras Petraitis |
| Luxemburg               | Jenni a Menni |
| Malaysia                | Si Anu, Si Polan, Si Polan Bin Si Polan |
| Malta                   | Joe Borg |
| Mauritius               | Sa Nation la, Sa boug la (für Männer), Safame la, Sapitin la (für Frauen) |
| Mazedonien              | Петар Петровски (Petar Petrovski) |
| Mexiko                  | Juan Pérez, Fulano de Tal, Mangano, Perengano, Zutano |
| Nepal                   | Ram, Shyam, Hari und andere umgangssprachliche Namen wie Chamar, Ram Kumar Deshar, Sigdel und Jyapu |
| Neuseeland              | Joe Bloggs, John Doe, Bob Smith |
| Niederlande             | Jan Modaal, Jan met de pet, Harry Holland, Victor Voorbeeld, Familie Doorsnee |
| Nigeria                 | Lagbaja |
| Norwegen                | Ola og Kari Nordmann (wörtlich ‚Ola und Kari[n] Norweger‘) |
| Pakistan                | Falana (männlich), Falani (weiblich). Ein Derivat des persischen Äquivalents |
| Panama                  | Juan Pérez, Fulano de Tal, Sultano, Mengano |
| Paraguay                | Juan Pérez, Fulano de Tal, Sultano, Mengano, N.N. |
| Peru                    | Juan Pérez, Fulano de Tal, Zutano, Mengano |
| Philippinen             | Juan dela Cruz |
| Polen                   | Jan Kowalski, przeciętny Kowalski, Jan Nowak |
| Portugal                | Manuel Dos Santos, Zé Ninguém (Josef Niemand), o Outro (der Andere), Fulano de Tal |
| Puerto Rico             | Fulano de Tal, Juan Perez, Juan del Pueblo |
| Rumänien                | Escu, Gheorghe, Necunoscut, Xulescu, Cutare Cutărică |
| Russland                | Иванов (Iwanow), Петров (Petrow), Сидоров (Sidorow), Вася Пупкин (Wasja Pupkin) |
| Schweden                | Kalle Svensson, Medelsvensson, Svensson, Svenne, Erik Johansson, Mannen på gatan (der Mann auf der Straße), Gemene man (‚normaler Mann‘), Nisse i Hökarängen |
| Serbien Montenegro      | Petar Petrović, Pera Perić, Marko Marković, Janko Janković |
| Singapur                | Tan Ah Kao, Tan Ah Beng |
| Slowakei                | Jožko Mrkvička |
| Slowenien               | Janez Novak, Janez Pouprečnik |
| Spanien                 | männlich: Fulano (de Tal), Fulanito (de Tal), Pepe Pérez, Mengano, Menganito, Perico de los Palotes, Menganito de Cual, Zutano, Zutanito, Sultano, Sultanito, Don Nadie, Juan Nadie, Perengano; weiblich: Fulanita (de Tal), Mengana, Menganita (de Tal) |
| Südafrika               | Koos van der Merwe, Piet Pompies |
| Thailand                | Somchai, Sommai, Nai-Gor |
| Tschechien              | Jan Novák, Karel Vomáčka, Tomáš Martiník, Jan Skočdopole, Josef Lazar |
| Taiwan                  | 志明, Chih-ming (auch: Chì-bêng, männlich), 春嬌, Chun-chiao (auch: Chhun-kiau, weiblich) |
| Türkei                  | Sade Vatandaş; Ahmet/Mehmet, Ali/Veli, Hasan/Hüseyin (männlich); Ayşe/Fatma (weiblich); Falan (kişi) / Filan (kişi, ‚irgendwer‘, weiblich auch: Filane) |
| Ungarn                  | Gipsz Jakab, Kovács János, Jóska Pista |
| Uruguay                 | Fulano, Mengano; Juan Perez |
| Vereinigtes Königreich  | Fred Bloggs oder Joe Bloggs, Joe (auch: Jane) Public, John Smith, the man in the street, the man on the Clapham omnibus, 'Tom, Dick and Harry', Tommy Atkins (als Soldat) |
| Vereinigte Staaten      | männlich: John Doe, Precious Doe, Baby Doe, John Q. Public, J Random User, Joe Blow, Joe Sixpack (auch: Joe Six-pack), Joe Shmoe, Richard Roe, Joe Ordinary, Average Joe (auch: Joe Average), John Q. Citizen, John Q. Taxpayer, John Smith weiblich: Jane Doe, Jane Q. Public, Jane Q. Citizen, Jane Q. Taxpayer, Mary Major, Sally Sixpack, familiäres Äquivalent: Mr. & Mrs. John Q. Public, Mr. & Mrs. John Q. Citizen, Mr. & Mrs. John Q. Taxpayer, Jane Smith |
| Venezuela               | Fulano, Fulano de Tal, Sutano, Mengano, Perencejo, Pedro Perez, Juan de los Palotes, Juan Bimba |
| Vietnam                 | Nguyễn Văn A, Nguyễn Văn B |